# U-96 (1940)
U-96 — средняя немецкая подводная лодка типа VIIC времён Второй мировой войны, стала одной из самых знаменитых субмарин после издания романа «Лодка» (нем. Das Boot) и выхода одноимённого фильма.

## История
Заказ на постройку субмарины был отдан 30 мая 1938 года. Лодка была заложена 16 сентября 1939 года на верфи «Германиаверфт» в Киле под строительным номером 601, спущена на воду 1 августа 1940 года. Лодка вошла в строй 14 сентября 1940 года под командованием капитан-лейтенанта Генриха Леманна-Вилленброка.

### Командиры

Смеющаяся рыба-пила, эмблема Леманна-Вилленброка и его U-96

- 14 сентября 1940 года — 1 апреля 1942 года капитан-лейтенант Генрих Леманн-Вилленброк (кавалер Рыцарского Железного креста)
- 28 марта 1942 года — 15 марта 1943 года оберлейтенант цур зее Ханс-Юрген Хелльригель (кавалер Рыцарского Железного креста)
- 16 марта 1943 года — 30 июня 1944 года Вильгельм Петерс
- февраль — июнь 1944 года оберлейтенант цур зее Хорст Вилльнер
- 1 июля 1944 года — февраль 1945 года оберлейтенант цур зее Роберт Рикс

### Флотилии
- 14 сентября — 30 ноября 1940 года — 7-я флотилия (учебная)
- 1 декабря 1940 года — 31 марта 1943 года — 7-я флотилия
- 1 апреля 1943 года — 30 июня 1944 года — 24-я флотилия (учебная)
- 1 июля 1944 года — 15 февраля 1945 года — 22-я флотилия (учебная)

### История службы
Лодка совершила 11 боевых походов. Потопила 27 судов суммарным водоизмещением 181 206 брт, повредила 4 судна суммарным водоизмещением 33 043 брт, одно судно водоизмещением 8888 брт после повреждений не восстанавливалось.

Потоплена 30 марта 1945 года американскими бомбами в Вильгельмсхафене.

#### Первый поход
| Время похода                                                        | Командир          | Результат                                  |
| ------------------------------------------------------------------- | ----------------- | ------------------------------------------ |
| 4 декабря 1940 года, Киль — 29 декабря 1940 года, Лорьян (26 дней). | Леманн-Вилленброк | потоплено и повреждено 7 судов, 52 901 брт |

#### Второй поход
| Время похода                                                        | Командир          | Результат                     |
| ------------------------------------------------------------------- | ----------------- | ----------------------------- |
| 9 января 1941 года, Лорьян — 22 января 1941 года, Лорьян (14 дней). | Леманн-Вилленброк | потоплено 2 судна, 29 054 брт |

#### Третий поход
| Время похода                                                             | Командир          | Результат                     |
| ------------------------------------------------------------------------ | ----------------- | ----------------------------- |
| 30 января 1941 года, Лорьян — 28 февраля 1941 года, Сен-Назер (30 дней). | Леманн-Вилленброк | потоплено 7 судов, 45 391 брт |

#### Четвёртый поход
| Время похода                                                            | Командир          | Результат                     |
| ----------------------------------------------------------------------- | ----------------- | ----------------------------- |
| 12 апреля 1941 года, Сен-Назер — 22 мая 1941 года, Сен-Назер (41 день). | Леманн-Вилленброк | потоплено 4 судна, 30 227 брт |

#### Пятый поход
| Время похода                                                          | Командир          | Результат                      |
| --------------------------------------------------------------------- | ----------------- | ------------------------------ |
| 19 июня 1941 года, Сен-Назер — 9 июля 1941 года, Сен-Назер (21 день). | Леманн-Вилленброк | потоплено одно судно, 5954 брт |

#### Шестой поход
| Время похода                                                                | Командир          | Результат     |
| --------------------------------------------------------------------------- | ----------------- | ------------- |
| 2 августа 1941 года, Сен-Назер — 12 сентября 1941 года, Сен-Назер (42 дня). | Леманн-Вилленброк | побед не было |

#### Седьмой поход
| Время похода                                                                | Командир          | Результат                      |
| --------------------------------------------------------------------------- | ----------------- | ------------------------------ |
| 27 октября 1941 года, Сен-Назер — 6 декабря 1941 года, Сен-Назер (41 день). | Леманн-Вилленброк | потоплено одно судно, 5998 брт |

Подробности
Именно в этом походе на борту лодки находился военный корреспондент Лотар-Гюнтер Буххайм.
Единственным потопленным в течение похода судном стал пароход  Bennekom (5998 брт), шедший в составе конвоя OS-10 и торпедированный 31 октября. Корабль шёл с 900 тоннами генерального груза и 300 тоннами правительственного груза. Атака производилась в надводном положении, в полнолуние и с большой дистанции двухторпедным залпом. В ходе последовавшей контратаки с британского шлюпа HMS Lulworth на лодку было сброшено 27 глубинных бомб, после чего она сумела оторваться от преследования. Командир рапортовал о потоплении двух судов суммарным водоизмещением в 13 000 брт, однако фактически был поражён только один транспорт.
Через месяц, 30 ноября, лодка предприняла попытку проникнуть в надводном положении в Средиземное море через Гибралтар. Атака британского самолёта типа «Суордфиш» нанесла U-96 некоторые повреждения, лодка погрузилась и легла на грунт, утром всплыла и отправилась на базу в Сен-Назер.

#### Восьмой поход
| Время похода                                                             | Командир          | Результат                                  |
| ------------------------------------------------------------------------ | ----------------- | ------------------------------------------ |
| 31 января 1942 года, Сен-Назер — 23 марта 1942 года, Сен-Назер (52 дня). | Леманн-Вилленброк | потоплено и повреждено 5 судов, 25 464 брт |

#### Девятый поход
| Время похода                                                            | Командир    | Результат     |
| ----------------------------------------------------------------------- | ----------- | ------------- |
| 23 апреля 1942 года, Сен-Назер — 1 июля 1942 года, Сен-Назер (26 дней). | Хелльригель | побед не было |

#### Десятый поход
| Время похода                                                         | Командир    | Результат            |
| -------------------------------------------------------------------- | ----------- | -------------------- |
| 24 августа 1942 года, Сен-Назер — 5 октября 1942, Сен-Назер (43 дня) | Хелльригель | потоплено 28 148 брт |

Во время похода U-96 атаковала 5 кораблей суммарным водоизмещением 28148 брт, из которых потоплено 3 корабля суммарным водоизмещением 10969 брт и повреждено 2 корабля суммарным водоизмещением 17179 брт.
- 10 сентября потоплен бельгийский торговый пароход Elisabeth van Belgie водоизмещением 4241 брт;
- 10 сентября повреждён британский танкер F.J. Wolfe водоизмещением 12190 брт;
- 10 сентября потоплен норвежский танкер Sveve водоизмещением 6313 брт;
- 11 сентября потоплена португальская трёхмачтовая шхуна Delães водоизмещением 415 брт;
- 25 сентября повреждён британский пассажирский пароход New York водоизмещением 4989 брт.

Подробности
- 10 сентября 1942 года между 16 часами 31 минутой и 16 часами 33 минутами, U-96 выпустила четыре торпеды по четырём кораблям конвоя ON-127. Две торпеды попали в корабли Elisabeth van Belgie и Sveve (оба затонули), ещё две торпеды попали в корабль F.J. Wolfe (был повреждён, но продолжил путь в составе конвоя).
- 11 сентября 1942 года, в 11 часов 50 минут, в районе с координатами 50°03′ с. ш. 29°32′ з. д.HGЯO U-96 попыталась остановить португальскую трёхмачтовую шхуну Delães тремя выстрелами перед форштевнем. Из-за того что судно не остановилось, U-96 обстреляла и потопила его. Нападение на нейтральный корабль произошло потому, что с расстояния в 200 метров не были видны опознавательные знаки и шхуна следовала подозрительным курсом неподалёку от конвоя ON-127. Кроме того, команда подводной лодки утверждала, что слышала сигналы гидролокатора.
- 25 сентября 1942 года, в 23 часа 57 минут U-96 выпустила две торпеды по конвою RB-1 к юго-востоку от мыса Фарвель, Гренландия и сообщила о двух попаданиях по пассажирскому лайнеру типа «Reina del Pacifico» (17 702 брт). Однако эти сведения были ошибочными. На самом деле торпеды попали в британский пассажирский пароход New York водоизмещением 4989 брт. Хелльригель переоценил свою победу, из-за того, что New York до войны использовался на Великих озёрах.

#### Одиннадцатый поход
| Время похода                                                           | Командир    | Результат     |
| ---------------------------------------------------------------------- | ----------- | ------------- |
| 26 декабря 1942 года, Сен-Назер — 8 февраля 1943, Кёнигсберг (45 дней) | Хелльригель | побед не было |

### Волчьи стаи
U-96 входила в состав следующих «волчьих стай»:
- Hecht 7 мая — 18 июня 1942
- Stier 2 — 14 сентября 1942
- Jaguar 12 — 23 января 1943

### Атаки на лодку
- 28 апреля 1941 года к юго-востоку от Исландии, в районе с координатами 60°04′ с. ш. 15°45′ з. д.HGЯO британский корвет HMS Gladiolus атаковал U-96 глубинными бомбами, повреждений не было.
- Ночью 31 октября 1941 года во время атаки на конвой OS-10 следующая в надводном положении лодка с большого расстояния потопила торпедой одно судно. Британский эскортный шлюп HMS Lulworth подверг лодку артобстрелу, а после того, как она погрузилась, сбросил 27 глубинных бомб, которые, однако, легли неточно.
- Вечером 30 ноября 1941 года во время попытки прорваться в надводном положении через Гибралтар U-96 была атакована британским самолётом типа «Суордфиш». Получившая повреждения лодка погрузилась, на следующее утро всплыла и направилась на базу во Францию.

## Das Boot

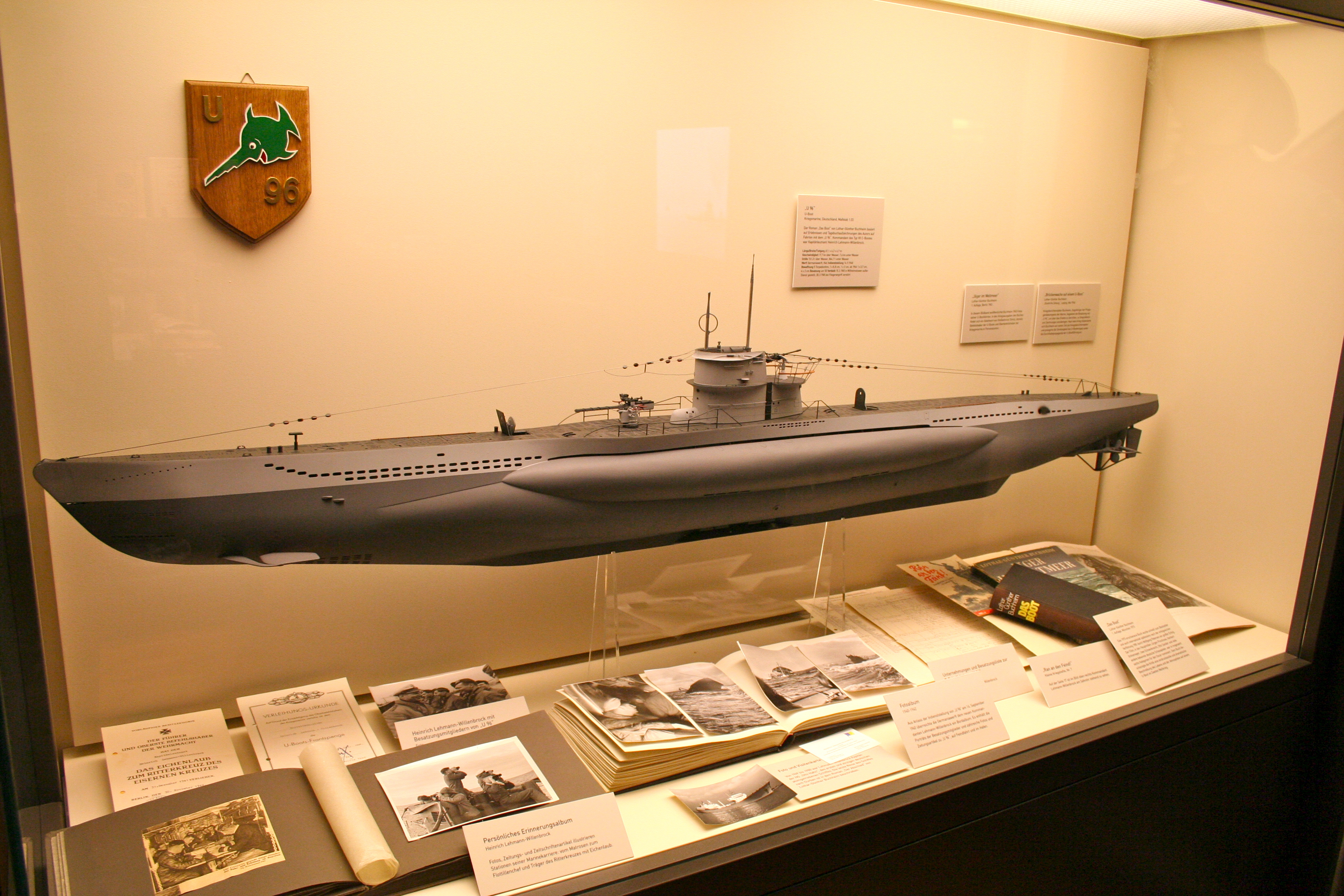
Модель U-96 в музее

В одном из походов на борту U-96 находился военный корреспондент Лотар-Гюнтер Буххайм. Впоследствии его воспоминания легли в основу всемирно известной книги-бестселлера «Das Boot» («Подводная лодка»), а также рассказа «Die Eichenlaubfahrt» (Поход Дубовых листьев) и документальной трилогии «U-Bootkrieg», «U-Bootfahrer», «Zu Tode Gesiegt» (рус. «Подводная война», «Подводники», «Победившие, чтобы умереть»).
Буххайм был назначен на лодку как официальный писатель, работающий над серией пропагандистских репортажей о германском военно-морском флоте. 205 его фотографий из сделанных на U-96 были собраны в фотоэссе о подводной войне. В одном из эпизодов своей книги «Das Boot» Буххайм описал попытку U-96 прорваться через Гибралтар 30 ноября 1941 года, причём драматизировал и преувеличил происходившие события.